# Református templom (Hajdúszoboszló)

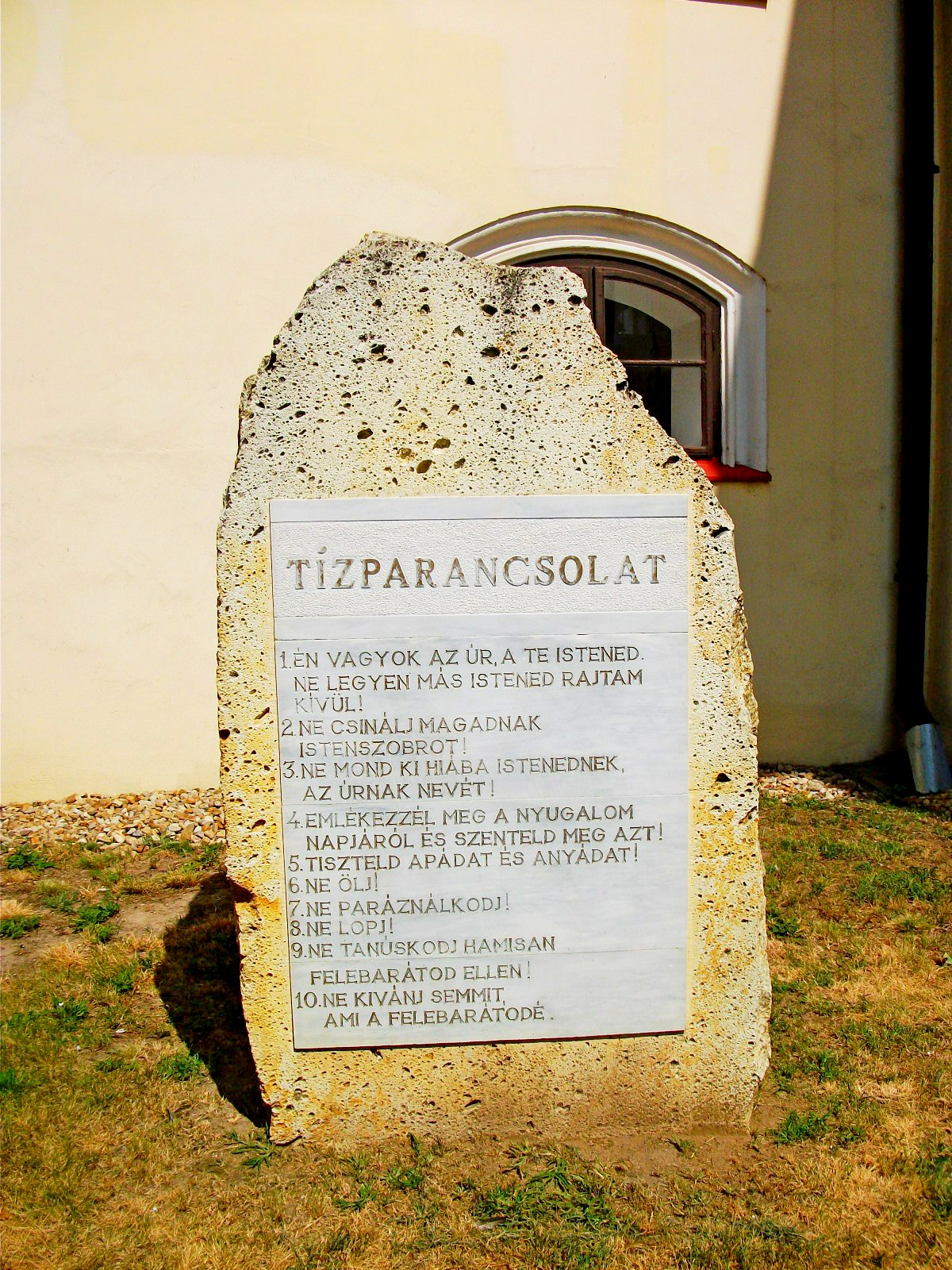
A tízparancsolat ábrázolása a templom előtt

A hajdúszoboszlói református templom a  belváros kimagasló épülete, Hajdúszoboszló egyik jelképe. Az istentiszteletek mellett ez a templom többször is otthont ad hangversenyeknek, énekkari esteknek. Az épület előtt áll egy tízparancsolatot ábrázoló kőtömb, valamint az első világháborúban elesett magyar hősök emlékműve.

## Címe
Hajdúszoboszló, Kálvin tér 9.

## Története
A 15. században épült eredetileg gótikus stílusban[forrás?], de 1711–1717 között történt felújításkor a barokk stílust használták fel. A templomot 1818-ban bővítették; ennek során klasszicista stílusjegyeket használtak fel az építők.
A templombelső egésze klasszicista stílusú, legszebb berendezési tárgya a szószék mögötti Mózes-szék, 1816-os évszámmal, valamint tojásdad alakú csillag- és virágdíszes motívummal. A szószék terítője, amelyre a város címerét hímezték, 1937-ben készült.
A templomot 2000-ben teljesen felújították.